# 约翰·瑟伦松
约翰·瑟伦松（瑞典語：John Sörenson，1889年9月15日—1976年10月25日），生于马尔默，瑞典男子体操运动员。他曾获得1912年和1920年夏季奥运会体操比赛男子团体瑞典式金牌。他于1976年在利丁厄去世。